# Trindade Chagas
Bernardino Raul Trindade Chagas (Lisboa, 1881 - 20 de Outubro de 1958) foi um pintor português. 
Frequentou a Escola de Belas Artes de Lisboa (entre 1895 e 1904). Viveu em Vila Real entre 1906 e 1929, onde ocupou o cargo de único professor da Escola de Desenho Industrial D. Luiz I e exerceu, em diversas ocasiões, actividade política autárquica e funções de representação do governo. Participou activamente na vida social de Vila Real e esteve ligado a grandes acontecimentos de natureza cultural levados a cabo nessa época, nomeadamente a criação de um museu e a instalação dos monumentos a Camilo Castelo Branco e a Carvalho Araújo. 
Participou em muitas exposições colectivas e realizou três exposições individuais (em Vila Real, 1920 e 1923, e no Porto em 1929). Na sua obra, foi influenciado pelas paisagens e as gentes de Vila Real. Leccionou em diversos estabelecimentos de ensino até 1951.